# Maximilien de Chaudoir
Baron Maximilien de Chaudoir (Russisch: Максимилиан Станиславович де Шодуар, Maksimilian Stanislavovitsj de Chaudoir) (Ivnitsa nabij Zjytomyr, 12 september 1817 - Amélie-les-Bains, 6 mei 1881) was een Russisch entomoloog van Franse afkomst, die een van de belangrijkste coleopteristen was van zijn tijd. Hij was een specialist op het gebied van Carabidae en Cicindelinae, waarvan hij talrijke nieuwe soorten beschreef.
Hij studeerde vanaf 1834 aan de Kaiserliche Universität zu Dorpat. In 1845 nam hij deel aan een expeditie in de Kaukasus. In 1845 en 1859 reisde hij door Frankrijk en Engeland. Hij bouwde een omvangrijke collectie uit, niet alleen tijdens zijn eigen reizen maar ook door correspondentie met andere entomologen en door aankoop van collecties van overleden collega's. Zijn verzameling zandloopkevers (Cicindelidae) wordt bewaard in het Muséum national d'histoire naturelle in Parijs. Zijn Carabidae kwamen in het bezit van Charles Oberthür en werden later ook aan dit museum geschonken.
Hij publiceerde in 1876 in Genève Monographie des Chléniens, een monografie waarin hij alle bekende soorten uit het geslacht Chlaenius beschreef. Over de Carabidae schreef hij een zesdelig Mémoire sur la famille des Carabiques, waarvan het eerste deel in 1848 verscheen.